# Aeroport Internacional de Shanghai-Hongqiao
L'Aeroport Internacional de Shanghai-Hongqiao (codi IATA: SHA, codi OACI: ZSSS) (en xinès: 上海虹桥国际机场; en pinyin: Shànghǎi Hóngqiáo Guójì Jīchǎng) és el segon aeroport en importància que dona servei a la ciutat de Shanghai, per darrere de l'Aeroport Internacional de Shanghai-Pudong. Està localitzat al districte de Changning, a 13 km a l'oest del centre de la ciutat.
Des de 2003, el primer Tren Maglev comercial connecta Shanghai i l'Aeroport Internacional de Shanghai-Hongqiao.